# Canarium liguliferum
Canarium liguliferum är en tvåhjärtbladig växtart som beskrevs av Leenh.. Canarium liguliferum ingår i släktet Canarium och familjen Burseraceae. Inga underarter finns listade i Catalogue of Life.